# Anticarsia obliqua
Anticarsia obliqua là một loài bướm đêm trong họ Erebidae.